# Hogere middenklasse (auto)
De hogere middenklasse is een autoklasse waarin de duurdere en grotere auto's vallen. Verkopers en verhuurders duiden deze klasse ook aan als E-segment. De hogere middenklasse, in het Engels executive genoemd, volgt op de middenklasse en een klasse hoger wordt topklasse genoemd.

## Hogeremiddenklasseauto's

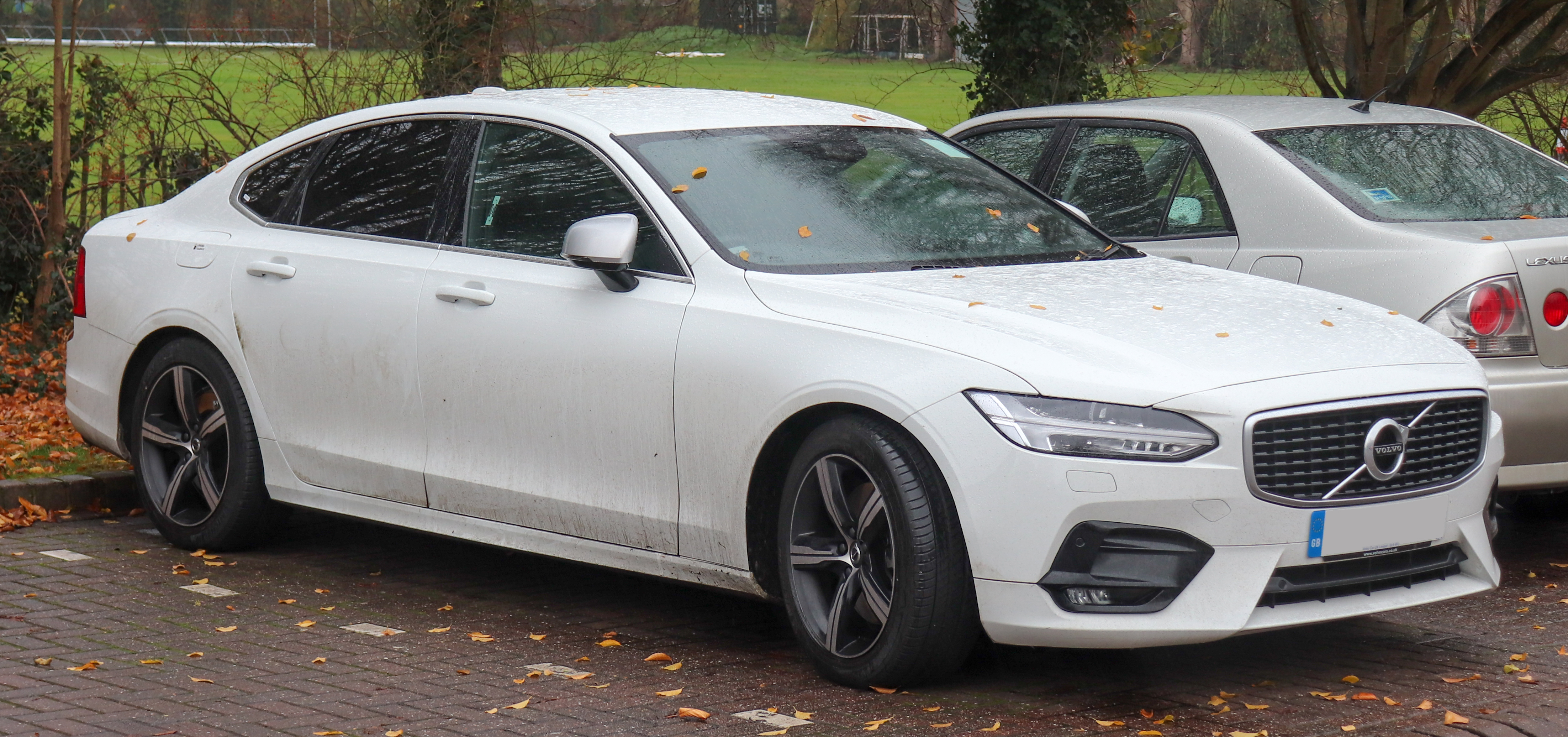
Volvo S90

- Audi A6
- Audi A7
- BMW 5-serie
- BMW 6-serie
- BYD Han
- Cadillac CT5
- DS9
- Genesis G80
- Geely Borui
- Honda Legend
- Hyundai Grandeur
- Infiniti Q70
- Jaguar XF
- Kia K9
- Lexus ES
- Lexus GS
- Maserati Ghibli
- Mercedes-Benz CLS-Klasse
- Mercedes-Benz E-Klasse
- Nissan Maxima
- Tesla Model S
- Toyota Camry
- Volvo S90/V90

### Uit productie

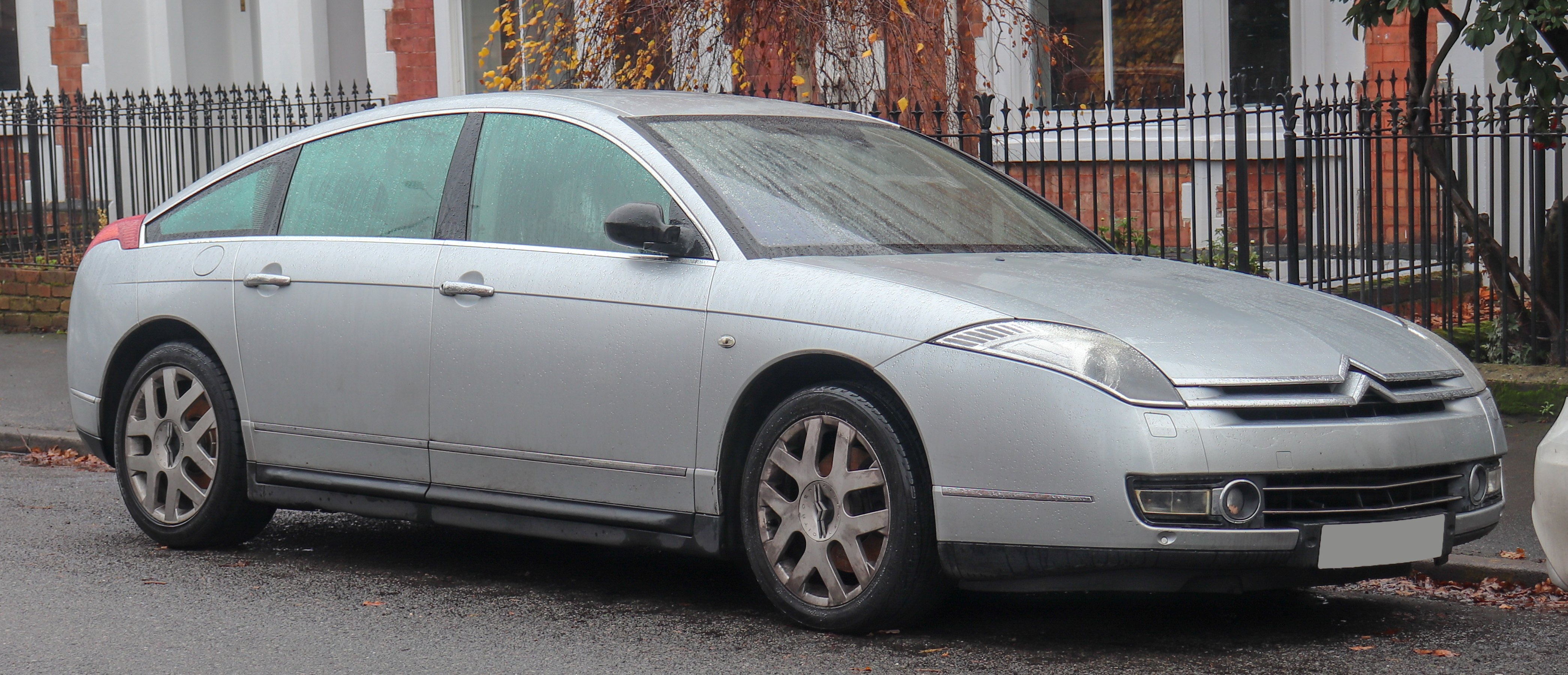
Citroën C6

- Alfa Romeo 166
- Alfa Romeo 164
- Alfa Romeo Alfa 6
- Audi 100
- BMW 1500
- Borgward Isabella
- Cadillac Seville
- Cadillac CTS
- Cadillac STS
- Chrysler 300C
- Chrysler 300M
- Citroën DS
- Citroën CX
- Citroën XM
- Citroën C6
- Datsun Laurel
- Ford Five Hundred
- Ford Scorpio
- Ford Granada (Europa)
- Ford Taurus
- Hyundai XG
- Infiniti M
- Jaguar S-Type
- Kia Opirus
- Lancia Flavia
- Lancia Gamma
- Lancia Thesis
- Lexus ES
- Lexus GS
- Lincoln LS
- Mazda 929/Sentia
- Mazda Xedos 9/Millenia
- Mitsubishi Sigma
- Nissan Maxima
- Opel Commodore
- Opel Omega
- Opel Senator
- Peugeot 605
- Peugeot 607
- Renault 20/30
- Renault 25
- Renault Latitude
- Renault Safrane
- Renault Vel Satis
- Rover SD1
- Rover 800
- Saab 9-5
- Saab 9000
- Talbot Tagora
- Volvo 700-serie
- Volvo 900-serie/S90
- Volvo S80/Volvo V70

Miniklasse · Economyklasse · Compacte middenklasse · Middenklasse · Hogere middenklasse · Topklasse · Gran Turismo · Sportwagen · Limousine · Multi-purpose vehicle · Sports utility vehicle · Terreinauto · Bestelwagen